# Y Tauri
Y Tauri (Y Tau / HD 38307 / HR 1977) es una estrella variable en la constelación de Tauro. Su distancia al sistema solar es de 735 pársecs (2400 años luz).
Y Tauri es una estrella de carbono de tipo espectral CV4 con una temperatura superficial de 2735 K.
En las estrellas de carbono, al contrario que en la mayor parte de las estrellas como el Sol, el contenido de carbono supera al de oxígeno; la relación C/O en Y Tauri, mayor que la unidad, es de 1,04.
Estas estrellas, en las últimas etapas de la evolución estelar, experimentan una pérdida de masa estelar significativa; Y Tauri lo hace a razón de 1,6 × 10-6 masas solares por año.
Su luminosidad bolométrica —considerando todas las longitudes de onda— es casi 20 000 veces superior a la luminosidad solar.
Mediante interferometría se ha medido su diámetro angular en banda K, siendo este de 8,58 ± 0,01 milisegundos de arco.
Otra medida, ésta tomada durante una ocultación lunar, da un valor algo inferior de 8,18 ± 0,16 milisegundos de arco.
Considerando la primera de las cifras, se puede evaluar su diámetro real de forma aproximada, resultando ser 680 veces más grande que el diámetro solar.
Ello implica que si estuviese en el lugar del Sol, en su interior quedarían englobadas las órbitas de los cuatro primeros planetas, así como el cinturón de asteroides.
Catalogada como variable semirregular SRB, el brillo de Y Tauri varía entre magnitud aparente +6,50 y +9,20 en un período de 241,5 días.